# Cégep de l'Outaouais
 (décembre 2020).
Le Cégep de l'Outaouais est un cégep francophone situé dans la région de l'Outaouais, au Québec. Son journal étudiant, dont les origines remontent à 1979, se nomme L'Entremetteur. Le cégep reçoit habituellement les trois quarts des élèves finissants des écoles secondaires de la région.

## Histoire
Fondé en 1967 parmi les douze premiers cégeps à voir le jour au Québec, le collège avait alors le nom de Cégep de Hull, qu'il garda jusqu'en 1975, année où il prit le nom de Collège de l'Outaouais. En 2005, l'établissement adopta le nom de Cégep de l'Outaouais.
Le cégep a atteint un nombre d'inscriptions record pour la rentrée 2024-2025, avec 5 320 personnes étudiantes , soit 100 % de sa capacité d'accueil.

## Début de l'institution
À sa création il incorporait l'Institut de Technologie de Hull (1924), le Collège classique (filles) Marguerite-D'Youville (1945), le Collège classique Marie-Médiatrice (1948) (garcons), l'École normale (1909) de Hull, l'Institut familiale de Hull ainsi que l'École des Infirmières de l'Hôpital Sacré-Cœur (1915),,,,

## Composantes
Le Cégep de l'Outaouais regroupe trois pavillons, soit Gabrielle-Roy dans le secteur de Hull, Félix-Leclerc dans le secteur de Gatineau et Louis-Reboul dans le secteur de Hull pour la formation continue.

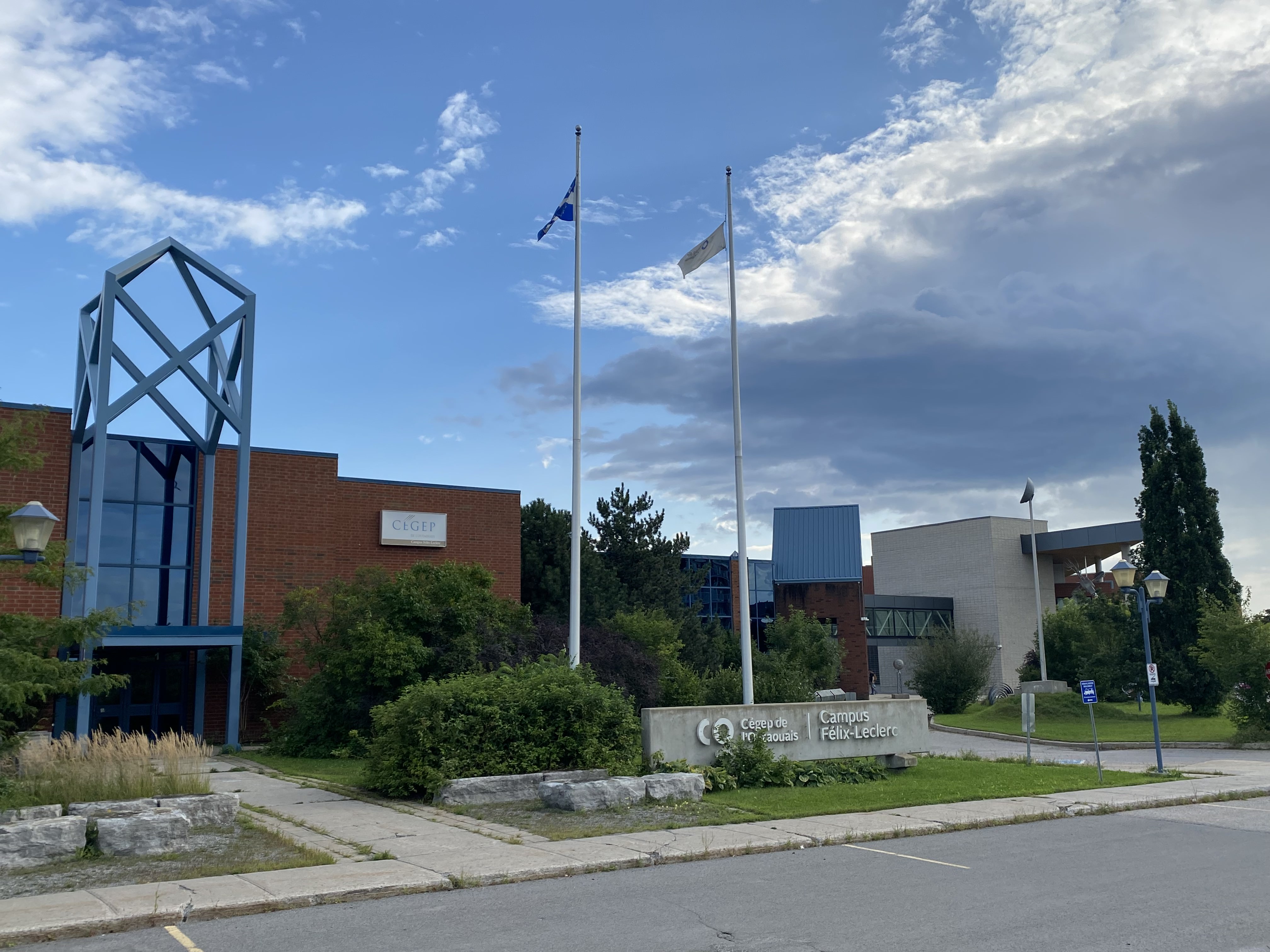
Le campus Félix-Leclerc dans le secteur de Gatineau.
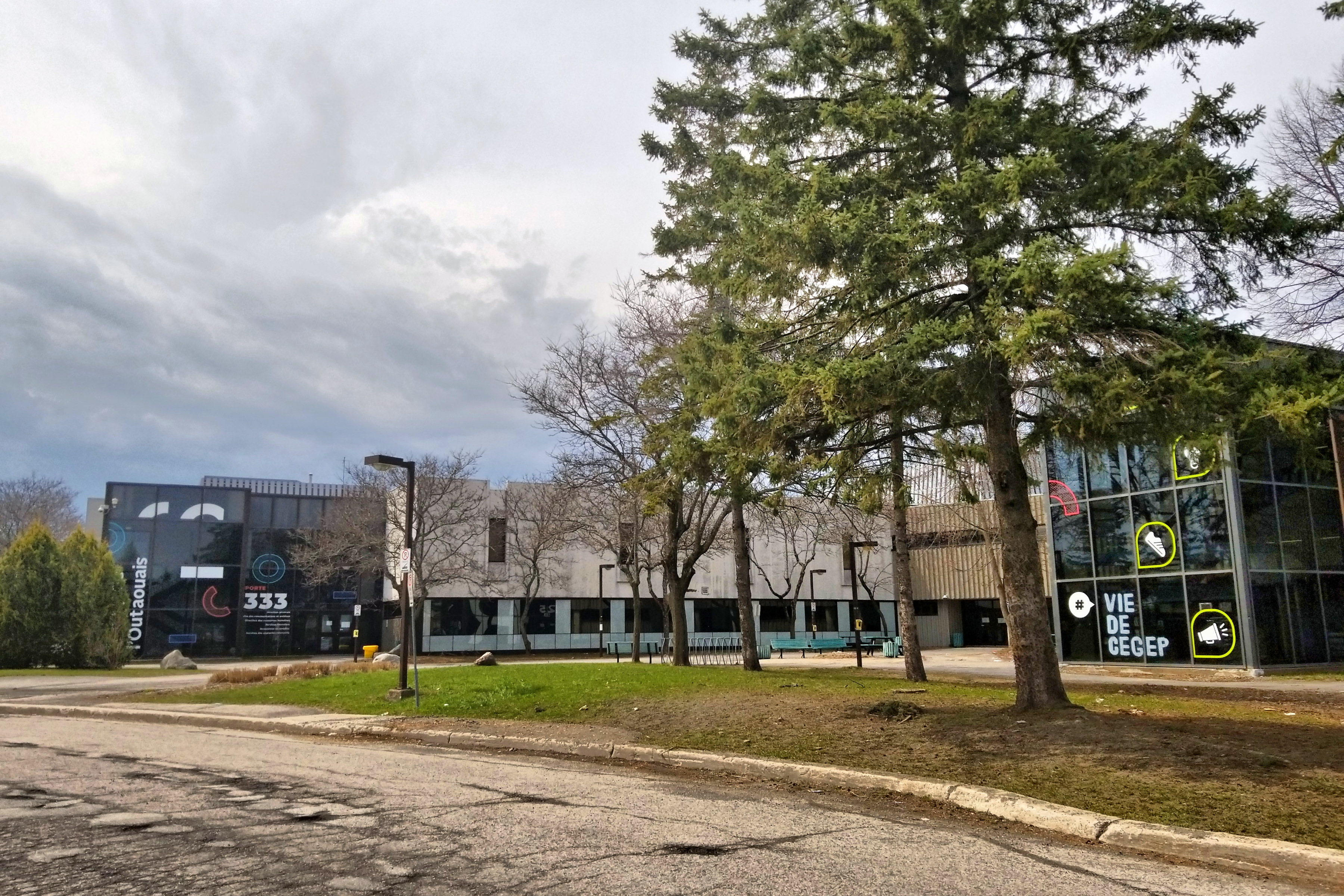
Le campus Gabrielle-Roy dans le secteur de Hull.

## Sports
Les équipes sportives du Cégep de l'Outaouais ont pour nom les Griffons. Ils sont présents dans plusieurs disciplines dont le football, la natation, le badminton, le basket-ball, le volley-ball, le cheerleading, le hockey sur glace et le soccer.

## Programmes offerts

### Programmes techniques

#### Techniques de la santé
- Soins infirmiers
- Soins préhospitaliers d'urgence
- Techniques d’hygiène dentaire
- Techniques d’inhalothérapie
- Techniques d'analyses biomédicales
- Techniques de diététique
- Techniques de travail social[10]
- technologie de radiodiagnostic [10]

#### Techniques physiques
- Architecture
- Biotechnologies / Techniques de laboratoire
- Techniques de génie mécanique
- Technologie de la géomatique / Cartographie
- Technologie de génie du bâtiment
- Technologie du génie civil
- Technologie du génie de l'électronique programmable

#### Techniques de l'administration
- Gestion de commerces
- Gestion de réseaux informatiques
- Gestion du travail administratif
- Programmation et sécurité
- Réseaux et cybersécurité
- Techniques de comptabilité et de gestion
- Techniques de bureautique, spécialisation en coordination du travail de bureau
- Techniques de la documentation, gestion de l'information et des archives
- Informatique de gestion
- Technique de gestion et d'intervention en loisir[10],[4]

#### Techniques d'art et communications graphiques
- Design d'intérieur
- Techniques d’intégration multimédia

#### Techniques humaines
- Techniques d’éducation à l’enfance
- Techniques d’éducation spécialisée
- Techniques policières
- Techniques juridiques

### Programmes pré-universitaires
- Arts, lettres et communication
  - Option Cinéma
  - Option Langues
  - Option Littérature
  - Option Médias
  - Option Théâtre
- Arts visuels
  - Approche Matière
  - Approche Technologie de l'image
- Sciences de la nature
- Sciences humaines
  - Profil Individu et société
  - Profil Monde et enjeux contemporains
  - Profil Organisation et gestion
- Sciences, lettres et arts

### Cheminements particuliers
- Cheminement Tremplin DEC

(remplace Session d'accueil et intégration/ Session de transition)

## Cours du cégep
Tous les cégépiens doivent suivre des cours de philosophie (3), de littérature (4), d'anglais (2) et d'éducation physique (3). Les cours obligatoires incluent aussi deux cours complémentaires (culture générale, hors de la spécialisation choisie).

## Anciens élèves
- Yves Ducharme
- Pierre Lapointe

Pendant quatre ans de suite (2012-2015), quatre finissantes du collège ont été sélectionnées comme boursières Loran, parmi presque 3 500 candidatures.